# Fredy Glanzmann
Fredy Glanzmann (n. 16 iulie 1963, Elveția) este un sportiv ce a reprezentat Elveția, medaliat olimpic. A participat la o ediție a Jocurilor Olimpice (1988) în care a câștigat o medalie de argint.

## Participări
Lista de mai jos prezintă principalele competiții la care a participat Fredy Glanzmann de-a lungul carierei.
- Nordic combined at the 1988 Winter Olympics – team[*]